# Кейні-Сіті (Техас)
Кейні-Сіті (англ. Caney City) — місто (англ. town) в США, в окрузі Гендерсон штату Техас. Населення — 187 осіб (2020).

## Географія
Кейні-Сіті розташоване за координатами 32°12′35″ пн. ш. 96°2′17″ зх. д. / 32.20972° пн. ш. 96.03806° зх. д. (32.209618, -96.038147).  За даними Бюро перепису населення США в 2010 році місто мало площу 2,98 км², уся площа — суходіл.

## Демографія
Згідно з переписом 2010 року, у місті мешкало 217 осіб у 103 домогосподарствах у складі 62 родин. Густота населення становила 73 особи/км².  Було 196 помешкань (66/км²).
Расовий склад населення:
| - 72,4 % — білих - 26,3 % — чорних або афроамериканців - 0,5 % — азіатів |

До двох чи більше рас належало 0,9 %. Частка іспаномовних становила 1,4 % від усіх жителів.
За віковим діапазоном населення розподілялося таким чином: 14,3 % — особи молодші 18 років, 58,1 % — особи у віці 18—64 років, 27,6 % — особи у віці 65 років та старші. Медіана віку мешканця становила 55,4 року. На 100 осіб жіночої статі у місті припадало 90,4 чоловіків;  на 100 жінок у віці від 18 років та старших — 91,8 чоловіків також старших 18 років.
Середній дохід на одне домашнє господарство  становив 38 666 доларів США (медіана — 33 750), а середній дохід на одну сім'ю — 43 445 доларів (медіана — 36 563). За межею бідності перебувало 21,2 % осіб, у тому числі 15,4 % дітей у віці до 18 років та 10,9 % осіб у віці 65 років та старших.
Цивільне працевлаштоване населення становило 61 особа. Основні галузі зайнятості: фінанси, страхування та нерухомість — 18,0 %, мистецтво, розваги та відпочинок — 18,0 %, роздрібна торгівля — 16,4 %.